# Црквиште Светих архангела у Драјинцу
Црквиште Светих архангела у Драјинцу, насељеном месту на територији општине Сврљиг, налази се на узвишењу Црквена глава, смештеном на међи атара села Драјинца и Шљивовика, непосредно пред улазак у село, лево од асфалтног пута .

## Место и опис локалитета
Овде је од сухозида, висине преко 1,5m начињен апсидални, полукружни део који се продужава у два, такође, сухозида дужине од око 4m. У осталом делу земљиште је издигнуто по ивици и њиме су, вероватно, покривени преостали зидови грађевине. Доста је видљивих остатака, па чак и читаве ћерамиде, што указује на предходно постојање објекта прекривеног ћеремидом. 

## Запис на крсту
У апсидалном делу укопан је нижи камени оброчни крст са записом: Овај спомен подижу цркви светитеља Арханђела – Тала и Јованка.
Није уписана година обележавања овог црквишта, али мештани тврде да је то учињено у време подизања сеоске цркве Светог Николе, око 1938. године. Локалитет је неиспитан, а назив узвишења Црквена глава упућује на постојање старијег сакралног објекта.
Иначе, Драјинац је старо насеље. Помиње се први пут крајем 15. века, у турксом попису из 1478 — 1481. године, када је имало 46 домова. 